# Soyouz MS-22
Soyouz MS-22 (en russe : Союз МС-22) est une mission spatiale habitée russe dont le lancement a lieu le 21 septembre 2022 depuis le cosmodrome de Baïkonour grâce à un lanceur du même nom. À la suite d'un incident, il est renvoyé sur Terre sans équipage le 28 mars 2023.

## Équipage
L'équipage original, de deux hommes et une femme est désigné en mai 2021. À la suite d'un accord entre Roscosmos et la NASA, il a été décidé qu'Anna Kikina volerait à bord de SpaceX Crew-5 et laisserait sa place à bord de Soyouz MS-22 à un astronaute américain, Frank Rubio.

### Principal
- Commandant : Sergueï Prokopiev (2),  Russie, Roscosmos.
- Ingénieur de vol 1 : Dimitri Peteline (1),  Russie, Roscosmos.
- Ingénieur de vol 2 : Francisco Rubio (1)  États-Unis, NASA.

Le chiffre entre parenthèses indique le nombre de vols spatiaux effectués par l'astronaute, Soyouz MS-22 inclus.

### Réserve
Les réservistes remplacent le ou les membres d'équipage si ce ou ces derniers ne peuvent assurer leur poste.
- Commandant : Oleg Kononenko (4),  Russie, Roscosmos.
- Ingénieur de vol 1 : Nikolaï Tchoub (0),  Russie, Roscosmos.
- Ingénieur de vol 2 : Andreï Fediaïev (0),  Russie, Roscosmos.

## Déroulement
Soyouz MS-22 est lancé par une fusée Soyouz 2.1a le 21 septembre 2022 à 13 h 54 UTC depuis le site 31/6 au cosmodrome de Baïkonour, au Kazakhstan. Il s'amarre à l'ISS le même jour, à 17 h 6 UTC.
Le 15 décembre 2022 à 12 h 45 UTC, une fuite de liquide de refroidissement est repérée sous forme d'un « flux visible de flocons » observé émanant du vaisseau spatial, parallèlement à une perte de pression dans une boucle de refroidissement du radiateur externe. Une sortie dans l'espace prévue pour Peteline et Prokopiev est annulée pendant que l'incident est évalué.
Les dommages sont un trou de 4 mm de diamètre dans le radiateur de refroidissement externe situé sur le module de service du vaisseau spatial et un trou de d'un diamètre inférieur à 1 millimètre dans l'un de ses tuyaux. La fuite dans le radiateur s'est produite en raison d'un impact de micrométéorite.
La température dans le module orbital et dans le module de descente dans les premiers jours après l'incident a atteint +30°C, celle dans le module de service +40°C, avant d'être stabilisée à environ +30°C.
La surface extérieure du Soyouz MS-22 a été examinée à l'aide des caméras des bras manipulateurs ERA et Canadarm 2, permettant de localiser la fuite.
Le vaisseau est finalement jugé inapte au retour des cosmonautes sur Terre et il est alors décidé d'avancer la mission suivante, MS-23, prévue pour le 16 mars 2023, au 20 février 2023, et de la lancer sans équipage, afin de pouvoir ramener sur Terre l'équipage de Soyouz MS-22, après une prolongation de leur mission.
Cependant, il est décidé de renvoyer Soyouz MS-22 sur Terre, à vide, chargé de fret, ce scénario rappelant celui de Soyouz 32, renvoyé sur Terre chargé de fret alors que Soyouz 34 était chargé de ramener sur Terre son équipage, après avoir été lancé vide. Le vaisseau se détache de l'ISS le 28 mars 2023 à 9 h 57 UTC avant d'atterrir deux heures plus tard dans les steppes du Kazakhstan.